# TOKYO FM HALL
TOKYO FM HALL（トウキョウ・エフ・エム・ホール）は、東京都千代田区麹町にあるFMセンタービル内にある多目的ホール。

## 概要
1985年11月23日、エフエム東京の本社移転に伴い、移転先である東京都千代田区のFMセンタービル内に開館した多目的イベントホールである。開業当初は「エフエム東京ホール」と名乗っていたが、1990年10月1日に「エフエム東京」が愛称を「TOKYO FM」に変更したことに伴い、名称を現在の「TOKYO FM HALL」に変更。
様々な用途に柔軟に対応できる構造になっており、座席数は用途に応じて最大308席まで増設が可能な可変式座席が採用されている。TOKYO FMが運営している為、JFN系列局で放送されている番組の公開収録で使用される頻度が高いが、ラジオNIKKEI「アイドルジェネレーション」やラジオ日本「菊地亜美の1ami9（1ami9LIVE!）」といった同業他社の公開収録が行われたり、音楽ライブやミュージカル、大規模な会議など使用目的は多岐に亘る。他にもTOKYO FM少年合唱団の練習の拠点として使用されている。また、過去には「R-1ぐらんぷり」東京予選会場としての使用やフジテレビNEXTで放送された「フォーク・デイズ」の公開録画で使用されるなど、テレビ番組のスタジオとしても使用されている。